# Motomel Skua 250 PRO
La Skua 250 PRO de Motomel es una motocicleta de cilindrada media, con un motor monocilíndrico de cuatro tiempos y 223 cc, que además cuenta con un eje balanceador contrarrotante que evita las vibraciones, caja de velocidades de 5 marchas, encendido electrónico por CDI, arranque eléctrico y a patada.